# Джон Смитс (стадион)
Стадион «Джон Смитс» (англ. John Smith's Stadium) — футбольный и регбийный стадион в городе Хаддерсфилд, графство Уэст-Йоркшир, Англия. Является домашним стадионом английского футбольного клуба «Хаддерсфилд Таун» с момента открытия в 1994 году и вмещает более 24 тысяч зрителей. На стадионе также проводит домашние матчи регбийный клуб «Хаддерсфилд Джайантс».
С 1994 по 2004 годы стадион носил название «Макальпин». С 2004 по 2012 годы стадион назывался «Галфарм».

## Стадион
Во время строительства проект стадиона назывался «Керклис» (англ. Kirklees Stadium) по названию района местоположения объекта. Стадион был построен компанией Alfred McAlpine, дизайн стадиона разработал Стивен Морли.
Решение о строительстве нового стадиона в Хаддерсфилде было принято в августе 1992 года. Строительство началось в следующем году и было завершено к началу сезона 1994/95, после чего «Хаддерсфилд Таун» переехал со своего старого стадиона «Лидс Роуд», на котором выступал на протяжении 86 лет.
На момент открытия стадиона у него были завершены только две трибуны («Риверсайд» и «Килнер Бэнк»). Южная трибуна была открыта позднее, в декабре 1994 года. Строительство Северной трибуны («Панасоник») началось в 1996 году и было завершено в 1998 году, после чего вместимость стадиона повысилась до 24 500 мест. Примерная стоимость строительства стадиона составила 40 млн фунтов.
Рекорд посещаемости стадиона был зафиксирован 18 февраля 2017 года в игре пятого раунда Кубка Англии между «Хаддерсфилд Таун» и «Манчестер Сити» и составил 24 129 зрителей.

## Структура стадиона

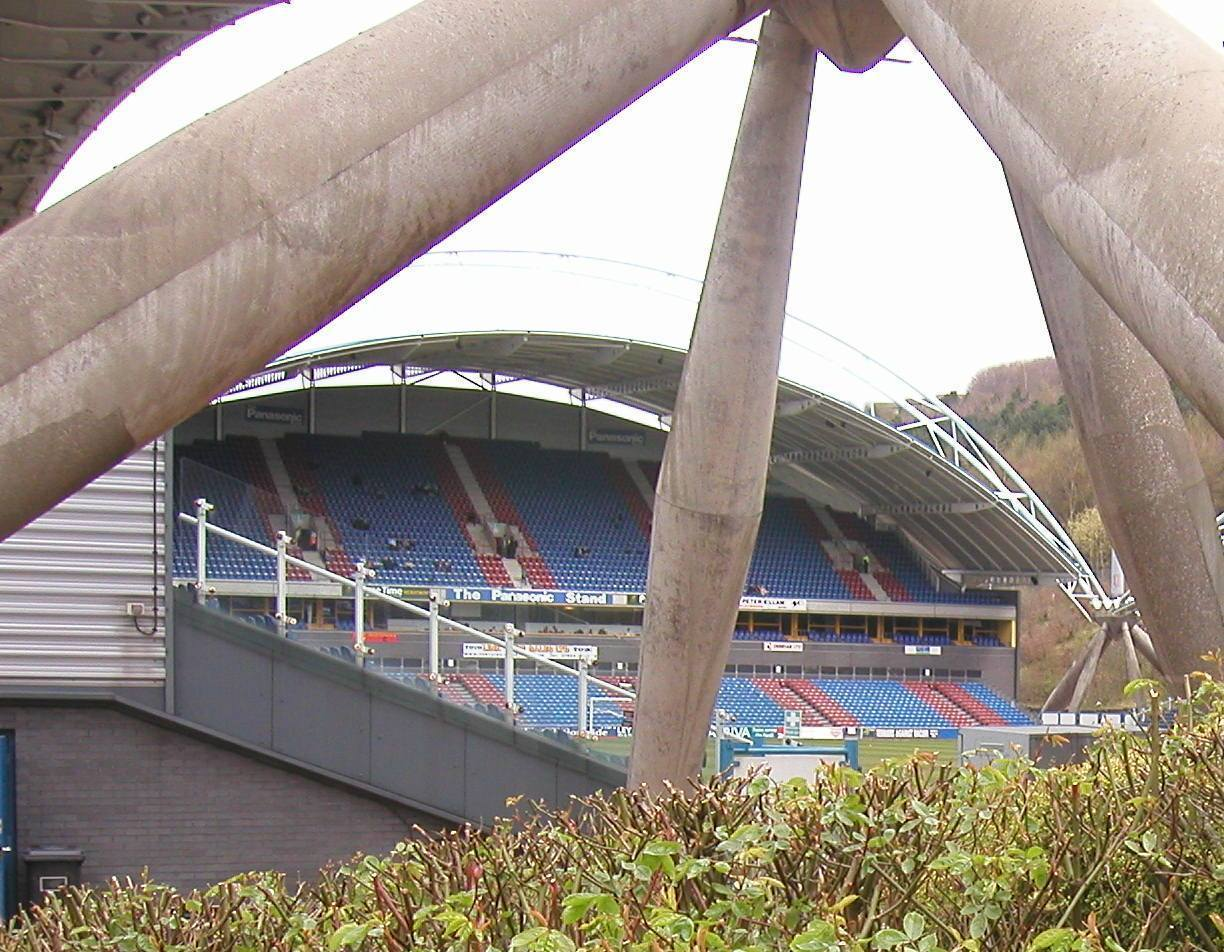
Стадион в 2006 году

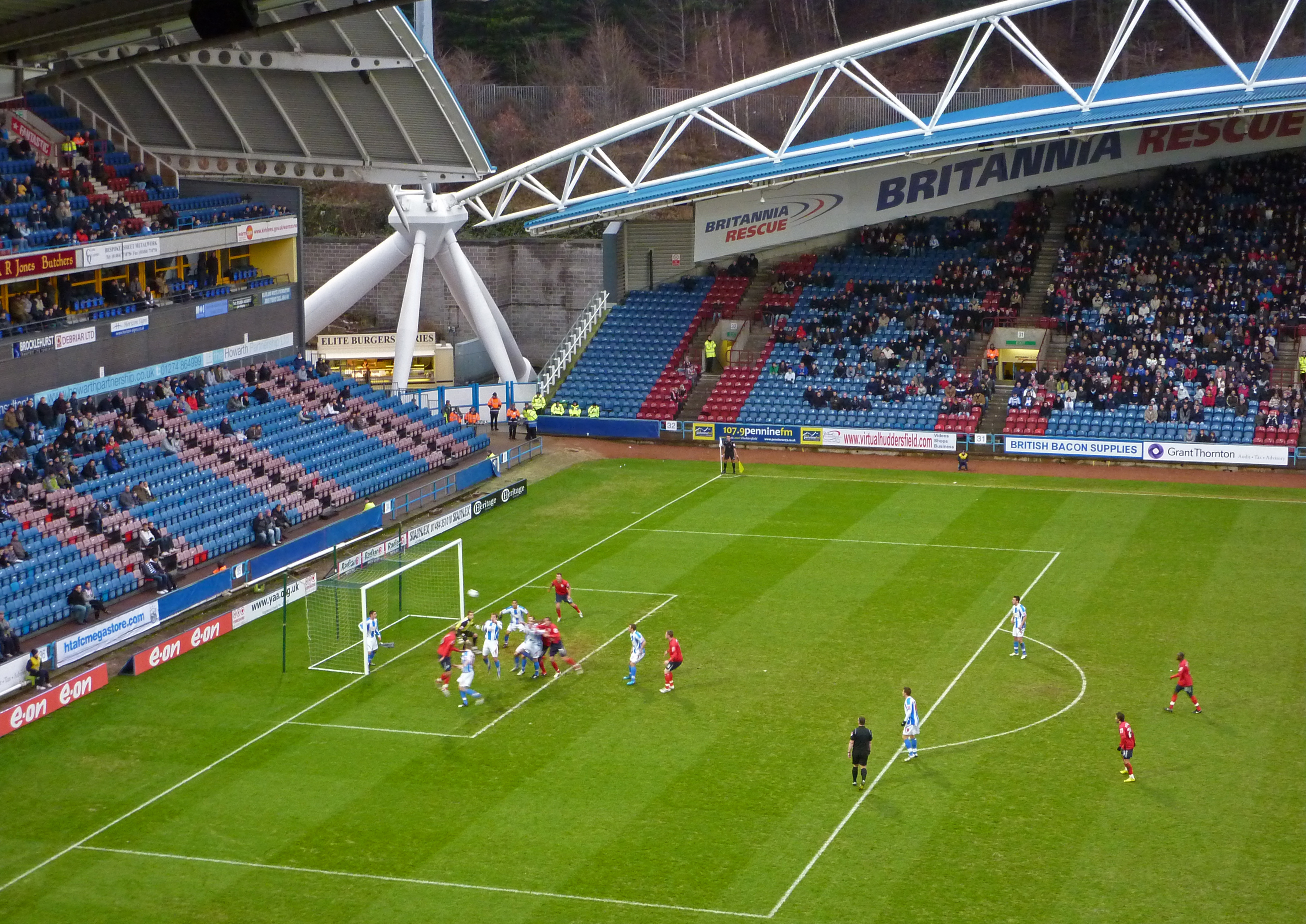
Стадион в 2010 году

### Северная трибуна
Северная трибуна (официальное спонсорское название — трибуна Fantastic Media) расположена за воротами в северной части стадиона. Состоит из двух ярусов. На нижнем ярусе расположены временные сиденья, которые могут быть убраны во время проведения концертов и других мероприятий.

### Восточная трибуна
Восточная трибуна (официальное спонсорское название — трибуна Kilner Bank или трибуна Britannia Rescue) является большой одноярусной трибуной, расположенной вдоль футбольного поля. Она полностью закрыта крышей и вмещает 7 тысяч зрителей.

### Южная трибуна
Южная трибуна расположена за воротами в южной части стадиона и полностью закрыта крышей. На трибуне располагается большой экран. Также на этой трибуне размещаются гостевые болельщики. Вместимость составляет более 4 тысяч мест.

### Западная трибуна
Западная трибуна (официальное спонсорское название — трибуна Revell Ward или трибуна «Риверсайд») является основной трибуной стадиона. Она состоит из двух ярусов. Под трибуной находятся раздевалки игроков, туннель для выхода на поле, билетные кассы и клубный магазин.

## Спонсоры
С 1994 по 2004 годы стадион был известен под названием «Макальпин» (англ. McAlpine Stadium). Компания Alfred McAlpine, которая построила стадион, согласно условиям контракта получила права на его название в течение 10 лет с момента открытия. После истечения 10 лет компания решила не продлевать спонсорские права на название, после чего это право выкупила компания Galpharm Healthcare, а стадион начал называться «Галфарм». 19 июля 2012 года пивоваренная компания Heineken приобрела права на название стадиона, назвав его в честь своего английского подразделения, John Smith's Brewery. С 1 августа 2012 года стадион начал официально называться «Джон Смитс» (англ. The John Smith's Stadium). В декабре 2016 года компания Heineken продлила срок спонсорских прав на название ещё на 5 лет, до 2021 года.
| Год       | Спонсор             | Название (оригинальное) | Название (перевод)          |
| --------- | ------------------- | ----------------------- | --------------------------- |
| 1994—2004 | Alfred McAlpine     | Alfred McAlpine Stadium | Стадион «Альфред Макальпин» |
| 2004—2012 | Galpharm Healthcare | Galpharm Stadium        | Стадион «Галфарм»           |
| 2012—2021 | Heineken            | John Smith's Stadium    | Стадион «Джон Смитс»        |